# Kenton (Oklahoma)
Kenton – jednostka osadnicza w Stanach Zjednoczonych, w stanie Oklahoma, w hrabstwie Cimarron.